# UBlock Origin
uBlock Origin (/ˈjuːblɒk/ you-block) é uma extensão de navegador multiplataforma, livre e de código aberto para filtragem de conteúdo, incluindo bloqueio de anúncios. A extensão está disponível para diversos navegadores: Chrome, Chromium, Edge, Firefox, Opera e versões do Safari anteriores a 13. O uBlock Origin recebeu elogios de sites de tecnologia e é relatado que consume muito menos memória do que outras extensões com funcionalidade semelhante. O objetivo declarado do uBlock Origin é fornecer aos usuários os meios para impor suas próprias escolhas (filtragem de conteúdo).
Desde 2019, o uBlock Origin continua sendo desenvolvido e mantido ativamente pelo fundador e desenvolvedor Raymond Hill.

## História

### uBlock
O uBlock Origin era inicialmente nomeado "μBlock" – o nome foi posteriormente alterado para "uBlock" para evitar confusão quanto à forma como a letra grega 'µ' em "µBlock" é pronunciada. O desenvolvimento começou a bifurcar a partir da base de código HTTP Switchboard, juntamente com outra extensão de bloqueio chamada uMatrix, projetada para usuários avançados. O uBlock Origin foi desenvolvido por Raymond Hill para usar listas de bloqueios mantidas pela comunidade, além de adicionar recursos e aumentar a qualidade do código para liberar padrões. Lançada pela primeira vez em junho de 2014 como uma extensão do Chrome e Opera, em 2015, a extensão havia se expandido para outros navegadores.
O repositório oficial do projeto uBlock foi transferido para Chris Aljoudi pelo desenvolvedor original Raymond Hill em abril de 2015, devido à frustração de lidar com solicitações. No entanto, Hill imediatamente se bifurcou e continuou seus esforços no projeto. Mais tarde, essa versão foi renomeada para uBlock Origin e foi completamente divorciada do uBlock de Aljoudi. Aljoudi criou o ublock.org para hospedar o uBlock, promover a extensão e solicitar doações. Em resposta, o fundador original do uBlock, Raymond Hill, afirmou que "as doações solicitadas pelo ublock.org não estão beneficiando nenhum dos que mais contribuíram para criar o uBlock Origin". O desenvolvimento do uBlock parou em agosto de 2015 e foi atualizado esporadicamente desde janeiro de 2017. Em julho de 2018, o uBlock.org foi adquirido pelo AdBlock e começou a permitir o "Anúncios Aceitáveis" (Acceptable Ads), um programa do Adblock Plus que permite alguns anúncios considerados "aceitáveis", com o anunciante pagando o Adblock Plus.
O uBlock Origin permanece independente e não permite o pagamento de anúncios.

### uBlock Origin
Raymond Hill, fundador e autor original do uBlock, continuou a trabalhar na extensão com o nome uBlock Origin a partir de 2015, às vezes estilizado como uBlock₀. Em janeiro de 2018, a extensão uBlock Origin Chrome tinha 10 milhões de usuários ativos e a versão do Firefox tinha 5 milhões de usuários ativos.
Uma pesquisa conjunta da Sourcepoint e da comScore relatou uma taxa de crescimento de 833% em um período de rastreamento de dez meses, terminando em agosto de 2015, o maior crescimento de software listado. O relatório atribuiu o crescimento ao desejo dos usuários por bloqueadores puros, fora do programa "publicidade aceitável".
Em janeiro de 2016, o uBlock Origin foi adicionado aos repositórios do Debian 9 e Ubuntu 16.04. A extensão foi premiada como "Escolha do Mês" pela Mozilla em maio de 2016.
Nik Rolls lançou oficialmente o uBlock Origin para o navegador Microsoft Edge em 11 de dezembro de 2016.
O projeto recusa especificamente doações.